# Keilim

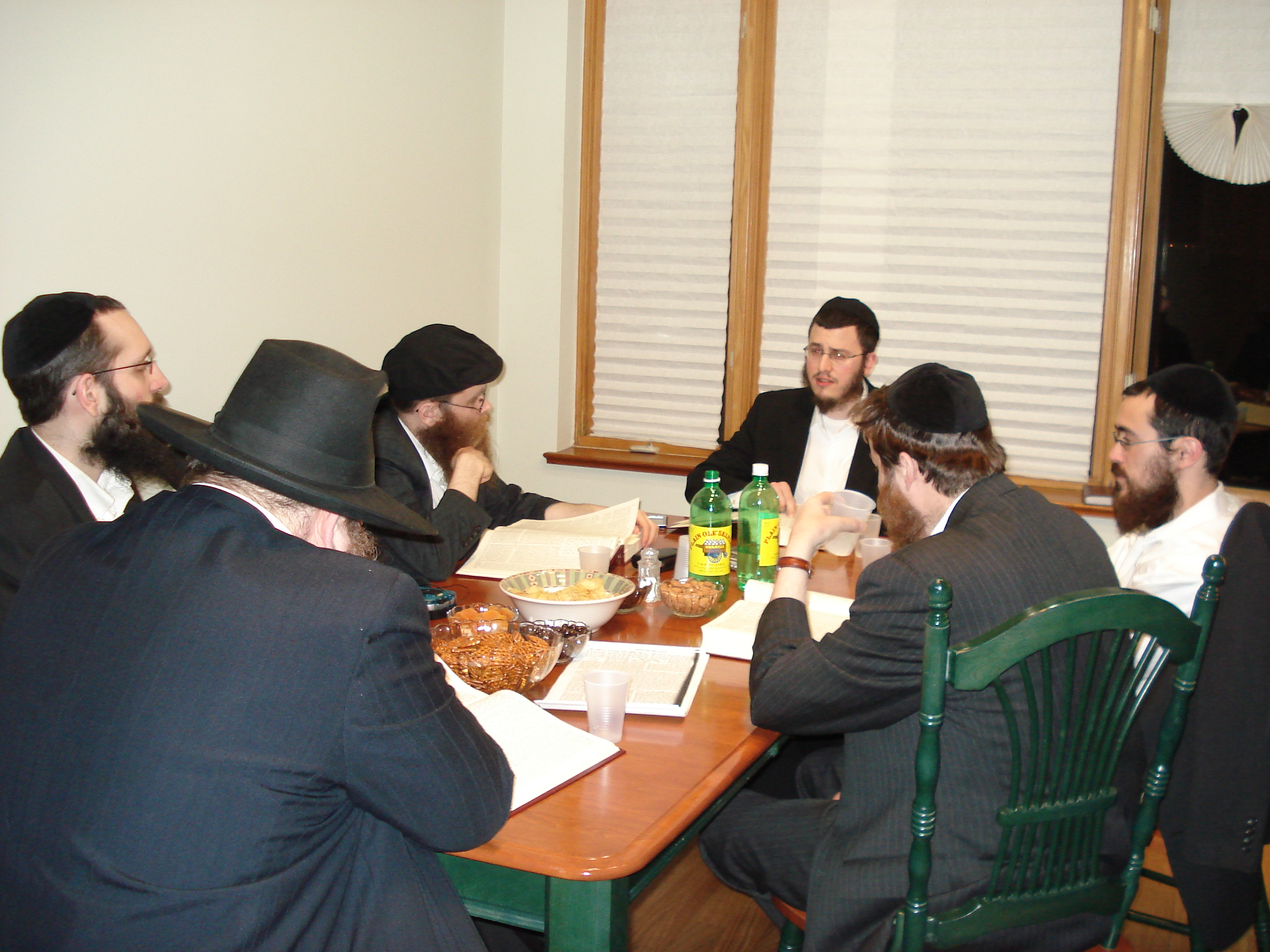
Grup de cohanim estudiant les lleis de Keilim.

Keilim (en hebreu: מסכת כלים) (transliterat: Masechet Keilim ) és el primer tractat de l'ordre de Tohorot de la Mixnà i el Talmud. El tractat conté 30 capítols, la qual cosa el converteix en el tractat més llarg de tota la Mixnà. La Tosefta de Keilim consta de 25 capítols. El tractat discuteix les lleis de la puresa ritual i la impuresa relacionades amb tots els tipus de gots. No hi ha una Guemarà sobre el tractat de Keilim, ni al Talmud de Babilònia, ni al Talmud de Jerusalem.
- El capítol 1: aclareix la classificació de les impureses rituals.
- Els capítols del 2 al 10: tracten sobre els atuells de fang.
- Els capítols de l'11 al 14: tracten sobre els gots metàl·lics.
- Els capítols del 15 al 19: tracten sobre els gots de fusta, cuir, i os.
- Els capítols del 20 al 25: tracten sobre les lleis de puresa i impuresa relacionades amb els gots.
- Els capítols del 26 al 28: tracten sobre les lleis relatives al cuir i la roba.
- El capítol 29: tracta sobre les costures de la roba.
- El capítol 30: tracta sobre els gots de vidre.